# Emil Berna

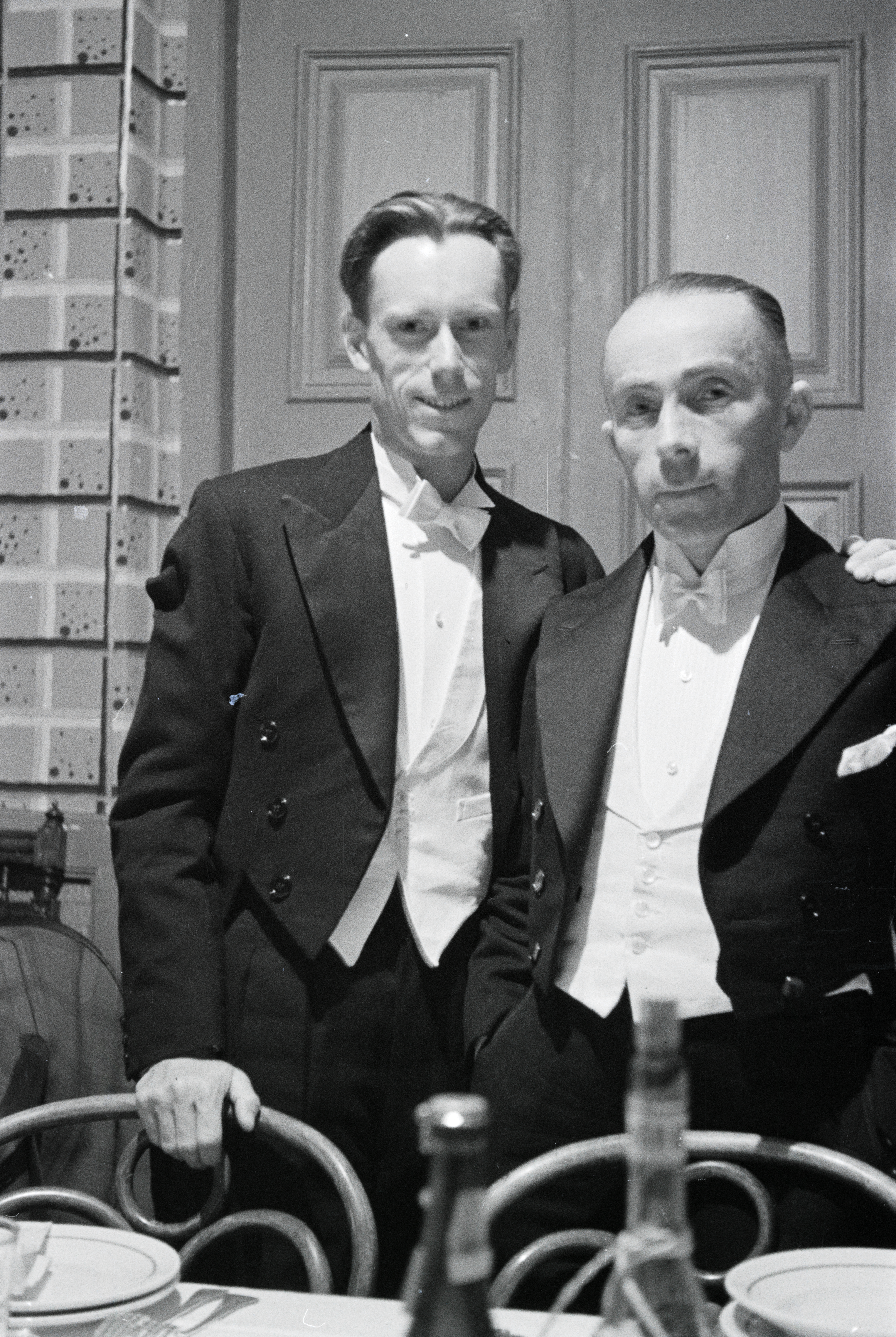
Emil Berna, links neben Walter Mittelholzer, 1934

Emil Berna (* 2. April 1907 in Zürich; † 16. Oktober 2000 ebenda) war ein Schweizer Kameramann.

## Werdegang
Er wirkte als Graphiker schon 1924/25 an dem deutschen Dokumentarfilm Wege zu Kraft und Schönheit mit. Dann wurde er Chef der Zeichentrickabteilung der Zürcher Filmfirmen Corona Film und Turicia Film.

Emil Berna, vermutlich beim Abessinienflug von Walter Mittelholzer

Etwas später übernahm er bei der neuen Praesens-Film den Posten des zweiten Kameramanns. 1930 avancierte er zum Chefkameramann und hatte in dieser Funktion beträchtlichen Anteil am Aufstieg der Praesens-Film zur wichtigsten Schweizer Filmgesellschaft in den 1930er und 1940er Jahren. Seine Tätigkeit war geprägt von der Kooperation mit Regisseur Leopold Lindtberg. Eine grosse Bedeutung hatte bei Bernas Kameraarbeit die Integration der Alpenlandschaft, womit er auch zur Weiterentwicklung des Bergfilms beitrug.

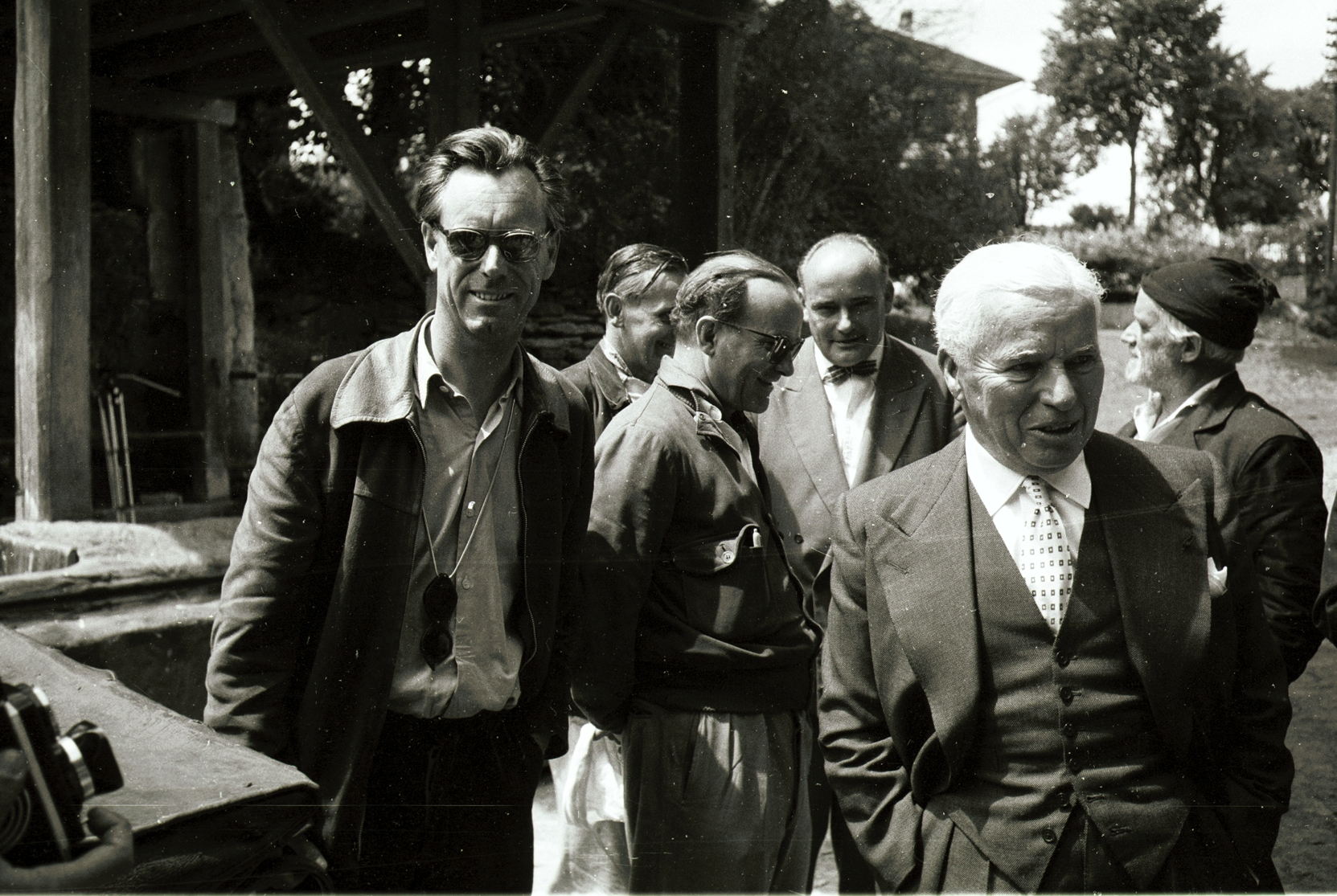
Emil Berna, links neben Charlie Chaplin bei den Dreharbeiten von Ueli der Pächter, Foto: Hans Gerber, Comet Photo, Bildarchiv der ETH Zürich, 1955

Nach dieser goldenen Ära konnte er jedoch den allmählichen Niedergang des Schweizer Films in den 50er und 60er Jahren nicht verhindern. Weil das heimische Kino kaum noch Spielfilme produzierte, drehte Berna zuletzt Dokumentar- und Industriefilme, bevor er 1964 seine Filmarbeit beendete. Er lebte danach die meiste Zeit auf seinem Altersruhesitz in Spanien.

## Filmografie (Auswahl)
- 1930: Frauennot – Frauenglück
- 1931: Feind im Blut
- 1933: Wie d’Warret würkt
- 1935: Jä-soo!
- 1937: Kleine Scheidegg
- 1938: Füsilier Wipf
- 1939: Kriminalkommissar Studer (Wachtmeister Studer)
- 1940: Fräulein Huser
- 1940: Die missbrauchten Liebesbriefe
- 1941: Gilberte de Courgenay
- 1941: Landammann Stauffacher
- 1942: Das Gespensterhaus
- 1942: Der Schuss von der Kanzel
- 1943: Wilder Urlaub
- 1944: Marie-Louise
- 1945: Die letzte Chance
- 1947: § 51 – Seelenarzt Dr. Laduner (Matto regiert)
- 1948: Die Gezeichneten
- 1949: Swiss Tour
- 1950: Die Vier im Jeep
- 1952: Palast Hotel (Palace Hotel)
- 1952: Heidi
- 1953: Sie fanden eine Heimat (Unser Dorf)
- 1954: Uli der Knecht
- 1955: Heidi und Peter
- 1955: … Und ewig ruft die Heimat (Uli der Pächter)
- 1956: Das Lied der Heimat (Zwischen uns die Berge)
- 1957: Taxichauffeur Bänz
- 1958: Eine Rheinfahrt, die ist lustig (Zum goldenen Ochsen)
- 1959: SOS Gletscherpilot
- 1959: Hinter den sieben Gleisen
- 1960: Der Teufel hat gut lachen
- 1962: Es Dach überem Chopf
- 1962: Der 42. Himmel
- 1963: Im Parterre links
- 1963: Der Sittlichkeitsverbrecher